# Dunning (Regno Unito)

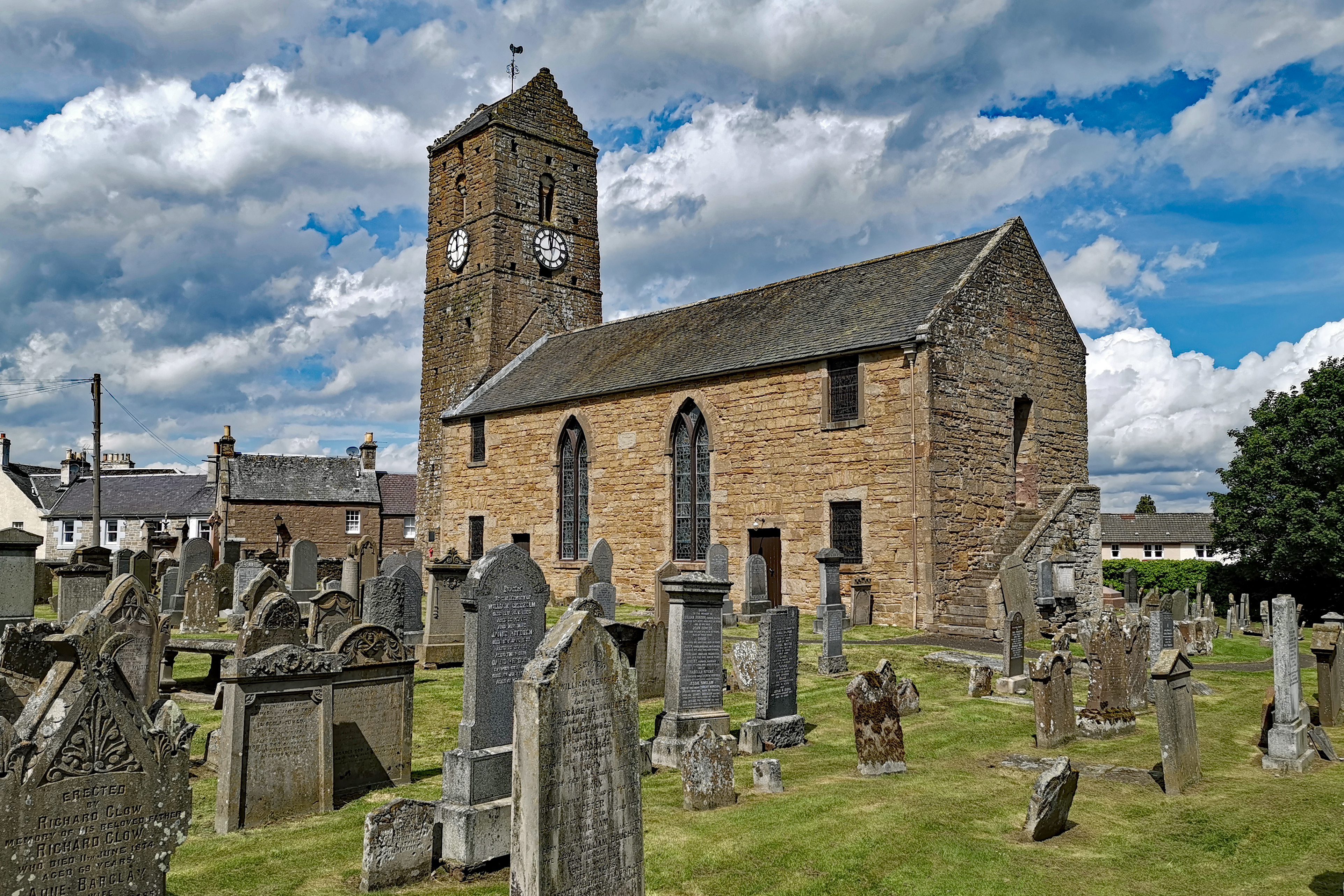
Dunning: la chiesa dedicata a San Serf

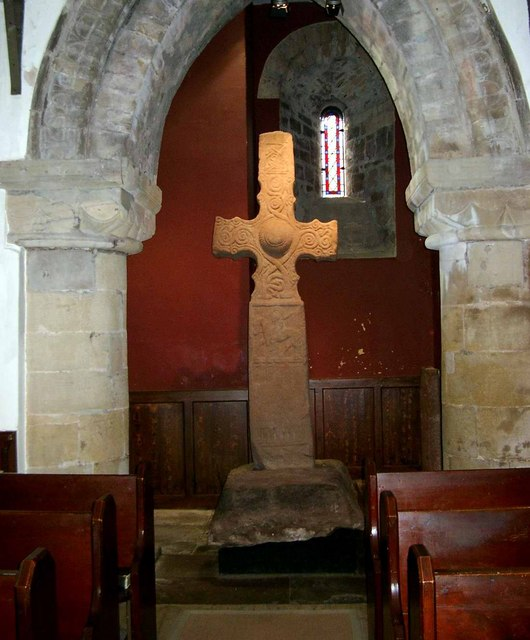
La croce di Dupplin (Dupplin Cross), conservata all'interno della chiesa di San Serf a Dunning

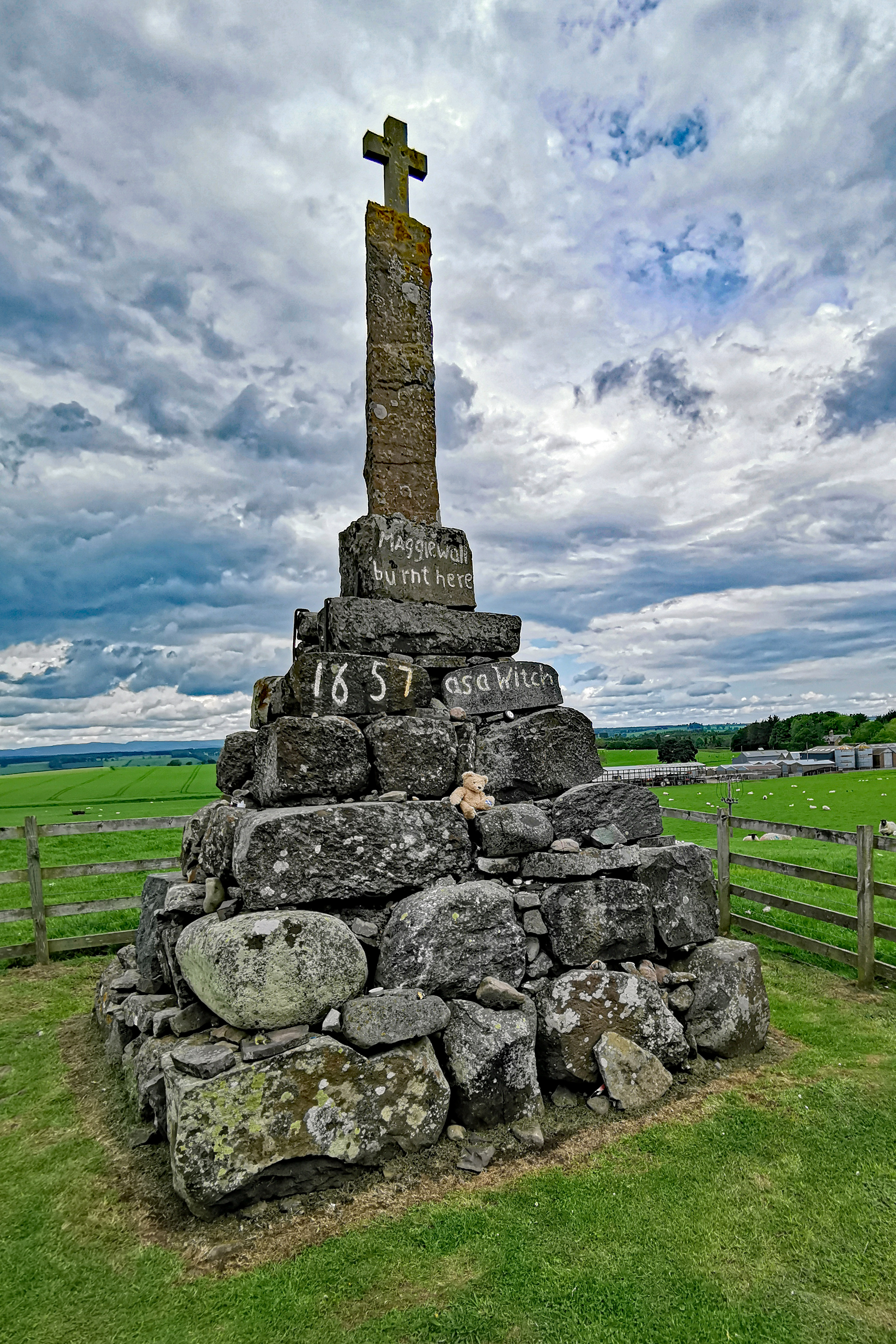
Dunning: il Maggie's Wall Memorial

Dunning è una località di circa 1 000 abitanti della Scozia centro-orientale, facente parte dell'area amministrativa di Perth e Kinross (contea tradizionale: Perthshire) e situata lungo il corso del Dunning Bun (affluente del fiume Earn), nella valle (strath) di Strathallan.

## Geografia fisica
Dunning si trova a nord delle Ochill Hills, fra le cittadine di Perth (da cui dista circa 7 miglia) e Glendevon (rispettivamente a sud/sud-ovest della prima e a nord/nord-est della seconda), a pochi chilometri a est di Aberuthen e a pochi chilometri a sud/sud-ovest di Forteviot.

## Storia
L'area dove sorge Dunning fu in origine un antico insediamento romano.
La cittadina sarebbe stata fondata nel corso del VI secolo da San Serf: giunto in zona per convertire i Pitti, avrebbe, secondo la leggenda, anche ucciso un drago in loco.
Il 28 gennaio 1716, la cittadina di Dunning venne data alle fiamme dai soldati giacobiti guidati dal conte di Marr e gran parte dei suoi edifici antichi andarono distrutti. Dunning venne quindi ricostruita negli anni novanta del XIX secolo su iniziativa di John, VIII barone di Rollo.

## Monumenti e luoghi d'interesse

### Architetture religiose

#### Chiesa di San Serf
Principale edificio religioso è la chiesa dedicata a San Serf, una chiesa normanna eretta  nella metà del XII secolo, ampliata nel 1687 e in gran parte ricostruita tra il 1808 e il 1810 su progetto di Alexander Bowie.
All'interno della chiesa è conservata la croce di Dupplin (precedentemente conservata nel castello di Dupplin), una croce pitta dell'altezza di 3 metri risalente agli inizi del IX secolo e rinvenuta nel 2009.

### Architetture civili

#### Maggie's Wall Memorial
Nei dintorni di Dunning si trova poi il Maggie's Wall Memorial, un monumento eretto in memoria di una donna di nome Maggie, condannata al rogo per stregoneria nel 1657.

## Società

### Evoluzione demografica
Nel 2020, la popolazione di Dunning era stimata in 960 abitanti. La località ha conosciuto un lieve decremento demografico rispetto al 2016, quando la popolazione stimata era pari a 970 abitanti, in maggioranza (496) di sesso maschile. Questo dato era in aumento rispetto al 2011, quando la popolazione censita era pari a 940 abitanti e al 2001, quando la popolazione censita era pari a 900 abitanti.
Nel 2016, la popolazione al di sotto dei 16 anni era stimata in 160 unità (di cui 89 erano i bambini al di sotto dei 10 anni), mentre la popolazione dai 65 anni in su era stimata in 231 unità (di cui 48 erano le persone dagli 80 anni in su). Dei 940 abitanti censiti nel 2011, 740 erano nativi della Scozia, 157 di altre parti del Regno Unito, 19 di Paesi dell'Unione Europea e 26 di Paesi extra-UE.